# Хайлигенберг
Хайлигенберг (нем. Heiligenberg) — община в Германии, в земле Баден-Вюртемберг. 
Подчиняется административному округу Тюбинген. Входит в состав района Боденское озеро.  Население составляет 2819 человек (на 31 декабря 2010 года). Занимает площадь 40,77 км².

## История
Следы поселения каменного века были обнаружены на некоторых участках муниципалитета. Деревня была обращена в христианство около 600 г. святым Галлом. Неясно, возникло-ли название Хайлигенберг с этого времени или оно связано с местом поклонения в дохристианские времена.
Впервые место упоминается в документе в 1083 году как Монс Санктус. В 13 веке ландграфы Линцгау построили здесь замок, который тогда был резиденцией графов Хайлигенберг и Верденберг-Хайлигенберг.
В 1535 г. стал собственностью княжеского дома Фюрстенберг, был построен замок, который до сих пор принадлежит семейству и является их летней резиденцией. Остатки замка Альт-Хайлигенберг также расположены в районе Хайлигенберг. Бывшее районное управление также носило название Хайлигенберг с 1824 по 1849 год.
При роспуске Священной Римской империи в 1806 году княжество Фюрстенберг было медиатизовано в пользу великого герцогства Баден.
В 1820 году Хайлигенберг был приобретён Вильгельминой Баденской, великой герцогиней Гессенской, супругой великого герцога Людвига II Гессенского. Здесь провела своё детство будущая российская императрица Мария Александровна.
18 марта 1944 года во время Второй мировой войны американский бомбардировщик Consolidated B-24 Liberator разбился возле «Винкельхофа» в Бетенбруннепосле удара над Фридрихсхафеном. Четверо из десяти членов экипажа спаслись, выпрыгнув с парашютом.

Сегодняшнее сообщество было реформировано 1 января 1975 года путем слияния общин Хаттенвайлер, Хайлигенберг и Винтерзульген.
Все районы сегодняшнего муниципалитета Хайлигенберг до 1972 года принадлежали району Юберлинген.